# Norimberský proces (film, 2000)
Norimberský proces (anglicky Nuremberg) je kanadsko-americké dvoudílné docudrama z roku 2000, které natočil kanadský režisér Yves Simoneau  a které vychází z knižní předlohy Nuremberg: Infamy on Trial Josepha E. Persica. Týká se soudních procesů s prominentními nacistickými vůdci po skončení druhé světové války.

## Herecké obsazení
- Alec Baldwin jako žalobce Robert H. Jackson
- Brian Cox jako Hermann Göring
- Christopher Plummer jako sir David Maxwell Fyfe
- Jill Hennessy jako Elsie Douglasová
- Matt Craven jako kpt. Gustave Gilbert
- Christopher Heyerdahl jako Ernst Kaltenbrunner
- Roger Dunn jako plk. Robert Storey
- David McIlwraith jako plk. John Amen
- Christopher Shyer jako brig. gen. Telford Taylor
- Hrothgar Mathews jako Thomas J. Dodd
- Herbert Knaup jako Albert Speer
- Frank Moore jako Hans Frank
- Frank Fontaine jako Wilhelm Keitel
- Raymond Cloutier jako Karl Dönitz
- Bill Corday jako Alfred Jodl
- Ken Kramer jako Fritz Sauckel
- Max von Sydow jako Samuel Rosenman
- Sam Stone jako Julius Streicher
- Douglas O'Keeffe jako Baldur von Schirach
- Benoit Girard jako Joachim von Ribbentrop
- James Bradford jako Hjalmar Schacht
- Frank Burns jako Wilhelm Frick
- Erwin Potitt jako Walther Funk
- Tom Rack jako Hans Fritzsche
- Roc LaFortune jako Rudolf Hess
- Colm Feore jako Rudolf Höss
- Dennis St. John jako Franz von Papen
- Griffith Brewer jako Konstantin von Neurath
- Gabriel Gascon jako Erich Raeder
- Julien Poulin jako dr. Robert Ley
- Alain Fournier jako Alfred Rosenberg
- René Gagnon jako Arthur Seyss-Inquart
- Len Cariou jako Francis Biddle
- David Francis jako Geoffrey Lawrence
- Len Doncheff jako gen. Iona Nikitčenko
- Paul Hébert jako Henri Donnedieu de Vabres
- Michael Ironside jako plk. Burton C. Andrus
- Charlotte Gainsbourg jako Marie-Claude Vaillant-Couturier
- Geoffrey Pounsett jako major Airey Neave
- Steve Adams jako gen. Lucius D. Clay
- Paul Hopkins jako kpt. Dan Kiley
- Susan Glover jako Emma Göringová

## Děj

### Část 1
Ke konci druhé světové války přijíždí k americké základně automobil s Hermannem Göringem, který se vzdává veliteli základny. Chvíli využívá (společně s ostatními nacistickými zločinci) benevolentního režimu v Bad Mondorfu (Mondorf-les-Bains), než přijde rozkaz internovat německé důstojníky v Norimberku. Mluvčí amerického prezidenta Harryho S. Trumana Samuel Irving Rosenman pověří právníka Roberta Jacksona přípravou válečného tribunálu pro přeživší nacistické pohlaváry. Jackson se svou asistentkou Elsie Douglasovou a svým týmem odlétá do Německa, kde se setká se zástupci ostatních vítězných mocností – sirem Davidem Maxwell-Fyfem (Velká Británie), generálem Jonou Nikitčenkem (Sovětský svaz) a Henrim Donnedieu de Vabres (Francie), aby s nimi projednal vedení procesu. Jde především o zaujetí shodného stanoviska. Demokratické západní mocnosti mají jiný pohled na vedení procesu než totalitní Sovětský svaz, jehož zástupce požaduje nekompromisní postup. Když mu Jackson pohrozí, že si sovětská strana může udělat vlastní soudní procesy s Němci, kteří se jim vzdali (nebyli zdaleka tak významní jako ti, kteří se vzdali Američanům a Britům), Nikitčenko ze svých požadavků ustoupí. Za místo procesu je určen Palác spravedlnosti v Norimberku, který se musí opravit. Němečtí důstojníci podléhají ve vězení v Norimberku velení striktního plukovníka Burtona Andruse.
Proces začne prohlášením všech obviněných, že se necítí vinni. Následuje poutavý úvodní projev žalobce Roberta Jacksona. Žoviální Göring si udržuje pozornost většiny spoluobviněných a snaží se o zachování důstojnosti. Nehodlá se poddat a soud považuje za frašku. Albert Speer začíná projevovat lítost a spolupracuje s vojenským psychologem židovského původu Gustave Gilbertem. Maxwell-Fyfe předloží drastickou svědeckou výpověď o nacistické politice vyhlazování Židů. Jackson pak publikum a soud poněkud nudí nezáživnou dokumentací. Další svědectví odhalí páchané zrůdnosti z koncentračních táborů, které soud šokují.

### Část 2
Speer upozorňuje, že hlavním nepřítelem je Göring, který nehodlá slevit ze svého přesvědčení a pokusy o spolupráci se Spojenci označuje za slabost nehodnou německých občanů. Jeho dominance nad ostatními souzenými nacisty je markantní. Získá si dokonce obdiv mladého amerického vojína Texe Wheelise, který dělá ve vězení dozorce. Ve svém projevu promlouvá k německému lidu. Jackson na radu Gilberta nechá Hermanna Göringa izolovat od ostatních. V křížovém výslechu Göring zkušeně vymanévruje a poníží Jacksona, který později obviní Biddla, že německému veliteli nechává příliš prostoru. Jackson zvažuje rezignaci, ale Elsie Douglasová (s níž se sblíží) jej přesvědčí, že má cenu pokračovat. Na radu sira Maxwell-Fyfa konfrontuje Göringa s důkazy jeho zločinů proti Židům a úspěšně vyvrací jeho snahy o popření těchto činů.
Na vánočním večírku odmítne hospodyně obsluhovat Rusy (jelikož Rusové zabili členy její rodiny), což hrozí vyvoláním skandálu. Situaci diplomaticky zachrání Douglasová. Psycholog Gilbert navštíví ve vězení obviněné a snaží se je přesvědčit, aby za své činy převzali zodpovědnost. Křížové výslechy obviněných nabývají na intenzitě a obžaloba povolá Rudolfa Hösse, který potvrdí nelidské zacházení s vězni v koncentračním táboru Auschwitz-Birkenau (Osvětim-Březinka). Speer je obviněn Fritzem Sauckelem z využívání občanů cizích zemí pro otrocké práce. Akceptuje kolektivní vinu za zločiny nacistického režimu.
Gilbert promluví s Göringovou manželkou Emmy a dozví se, že Adolf Hitler nařídil jejich popravu, což je vedlo k tomu, že se vzdali Američanům. Jackson si vyslechne závěr, který Gilbert učinil ze svých pozorování, totiž že podstatou zla mezi nacisty je absolutní absence empatie a základních lidských citů. Göring využije svého závěrečného proslovu k obvinění soudu ze zaujatosti, je odsouzen společně s deseti ostatními k trestu smrti oběšením. Albert Speer ve svém proslovu vyzdvihne význam soudního procesu a je odsouzen ke 20 letům žaláře. Göring spáchá sebevraždu poté, co je zamítnut jeho požadavek na popravu zastřelením. Velitel věznice Andrus dozoruje vykonávání poprav, zatímco Jackson s Douglasovou míří domů.

## Citáty
„Naším úkolem bude zabezpečit, že to nebude triumf silnějšího, ale nadřazenějších morálních zásad. Jsme tady ve velice zajímavé situaci, můžeme vytvořit budoucnost, v níž bude agresivní válka považována za zločin.“ (Robert H. Jackson)